# Barichneumon teshionis
Barichneumon teshionis är en stekelart som först beskrevs av Tohru Uchida 1926.  Barichneumon teshionis ingår i släktet Barichneumon och familjen brokparasitsteklar. Inga underarter finns listade.